# Paul Esser
Paul Esser född 24 april 1913 i Kapellen/Kr. Geldern, Tyskland död 20 januari 1988 på Teneriffa, var en tysk skådespelare. Han filmdebuterade 1941 och gjorde sin första huvudroll 1949 i Wolfgang Staudtes antifascistiska film Människor i Berlin. Under 1970-talet medverkade han i en rad svenska filmer; bland annat i flera av filmatiseringarna av Astrid Lindgrens barnböcker. Han spelade "Doktorn i Mariannelund" i filmerna om Emil i Lönneberga och boven Blom i Pippi Långstrump.

## Filmografi (i urval)
- 1949 – Människor i Berlin
- 1951 – Undersåten
- 1956 – Värdshuset i Spessart
- 1959 – Sommaren med Liselotte
- 1960 – Spökslottet
- 1969 - Pippi Långstrump (TV)
- 1971 – Emil i Lönneberga
- 1972 – Nya hyss av Emil i Lönneberga
- 1973 – Här kommer Pippi Långstrump